# Tadeusz Rejmanowski
Tadeusz Rejmanowski (ur. 23 października 1928 w Aleksandrowie Kujawskim, zm. 1 sierpnia 2008 we Włocławku) – polski lekarz, działacz społeczny, historyk medycyny i publicysta.

## Życiorys

### Wczesne lata
Był synem Franciszka, pracownika Sądu Grodzkiego w Aleksandrowie Kujawskim i Klementyny z d. Izydorczyk, pochodzącej ze wsi Dąbrówka. Do momentu wybuchu II wojny światowej ukończył 4 klasy szkoły powszechnej w Aleksandrowie Kujawskim, jednak okupacja zmusiła go do przerwania nauki. Wtedy też rodzina Rejmanowskich przeprowadziła się do Włocławka. W 1942 roku został przymusowym robotnikiem. Początkowo pracował w jednej z włocławskich fabryk fajansu, a od czerwca 1942 roku do lata 1944 roku jako goniec w jednej z włocławskich księgarni. Wtedy został skierowany do obozu pracy w Michelinie, gdzie pracował przy budowie bunkrów w okolicy Kowala. Pozostawał w tym obozie do końca wojny.
Po zakończeniu wojny, wznowił naukę w Gimnazjum im. Ziemi Kujawskiej. Ukończył je maturą w 1947 roku. Według własnych wspomnień chciał zostać inżynierem, ale brak zdolności matematycznych uniemożliwił mu obranie takiego kierunku studiów. Złożył podanie do Akademii Medycznej w Gdańsku, na które nie dostał się ze względu na brak punktów za pochodzenie społeczne. Rozpoczął wtedy studia na Wydziale Przyrodniczym Uniwersytetu Mikołaja Kopernika w Toruniu. Ponieważ w kolejnym roku dostał się na Akademię Medyczną w Szczecinie, przerwał dotychczasowe studia. W 1954 roku ukończył Akademię Medyczną i uzyskał dyplom lekarski. Jako student był m.in. delegatem asystentów na I Kongres Nauki Polskiej w 1951 roku. Wtedy też podjął się pracy jako młodszy asystent prof. Adama Krechowieckiego.

### Kariera zawodowa

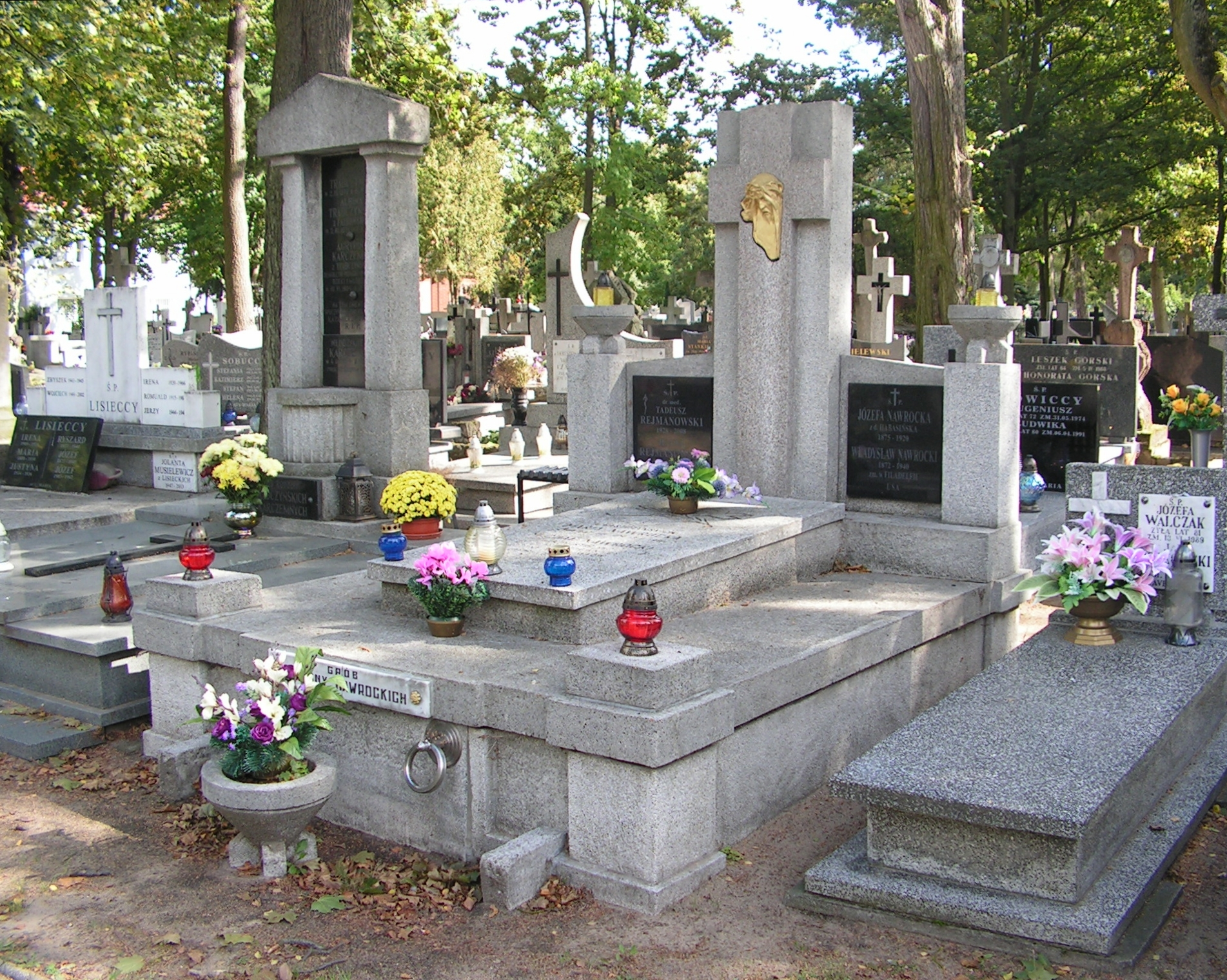
Grób rodziny Nawrockich, w którym spoczywa doktor Tadeusz Rejmanowski

Po ukończeniu studiów powrócił do Włocławka i rozpoczął pracę w przychodni rejonowej. Do 1975 roku prowadził prywatną praktykę lekarską. Wypełniał też wolontariat na oddziale chirurgii w szpitalu im. Heliodora Święcickiego. W 1966 roku nadano mu funkcję zastępcy ordynatora oddziału chirurgii we wspomnianym szpitalu. W 1960 roku uzyskał I, a w 1966 II stopień specjalizacji w chirurgii ogólnej.
W latach 1964–1973 był dyrektorem szpitala miejskiego przy ul. Toruńskiej (obecnie Wyszyńskiego), znanym jako szpital św. Antoniego. Utworzył wówczas pierwszy w regionie poddział chirurgii dziecięcej, przekształcony później w samodzielny oddział. On też był dyrektorem tego oddziału w latach 1967-1995.
W 1969 roku uzyskał I, a w 1973 II stopień specjalizacji z zakresu chirurgii dziecięcej. W 1976 roku na Akademii Medycznej w Gdańsku obronił pracę doktorską pt. Rozkład grup krwi układu ABO u polskich dzieci z wrodzonym zwężeniem odźwiernika.
Do 1994 roku nauczał w Medycznym Zawodowym Studium Pielęgniarskim we Włocławku. Szkolił lekarzy także w swojej pracy zawodowej. Do 1995 roku wyszkolił siedmiu specjalistów I stopnia i trzech drugiego stopnia z zakresu chirurgii dziecięcej.
Zmarł 1 sierpnia 2008 roku we Włocławku. Został pochowany na Cmentarzu Komunalnym we Włocławku, w sektorze 44/1/10

## Działalność społeczna
Tadeusz Rejmanowski był członkiem wielu organizacji społecznych. W 1956 roku został członkiem pierwszego włocławskiego oddziału Polskiego Towarzystwa Historycznego, działającego do ok. 1982 roku. W 1979 roku został współzałożycielem Włocławskiego Towarzystwa Naukowego. Jego staraniami, w 1984 roku powstała Komisja Historyczna przy Zarządzie Głównym Polskiego Towarzystwa Chirurgów Dziecięcych. Przez 12 lat był jej przewodniczącym. Był też działaczem Komisji Historycznej Polskiego Towarzystwa Lekarskiego i Komisji Historycznej Kujawsko–Pomorskiej Okręgowej Izby Lekarskiej. W latach 1985–1995 korespondował z Międzynarodowym Towarzystwem Historii Chirurgii Dziecięcej w Rotterdamie. W 2000 r. brał udział w tworzeniu Włocławskiego Koła Polskiego Towarzystwa Historycznego we Włocławku. Był prezesem Koła, a od 2002 roku, kiedy to Koło przekształcono w samodzielny oddział – prezesem oddziału PTH. Jako delegat PTH, brał udział w Krajowym Zjeździe w 2003 roku. Prezesem oddziału przestał być w 2005 roku z uwagi na pogarszający się stan zdrowia.
Był darczyńcą Muzeum Ziemi Kujawskiej i Dobrzyńskiej we Włocławku. Ofiarował muzeum m.in. zegar J.G. Herbsta sprzed 1833 roku pochodzący ze Szpitala św. Antoniego i księgę gruntową tego szpitala z 1870 roku.  W 2007 roku przekazał na rzecz muzeum swoje przedmioty osobiste i pamiątki rodzinne.
W ostatnich latach życia przekazał cenne źródła dot. dziejów medycyny na terenie Kujaw i ziemi dobrzyńskiej włocławskiemu oddziałowi Archiwum Państwowego w Toruniu. Dokumenty te tworzą osobny zespół pt. Akta dr med. Tadeusza Rejmanowskiego z Włocławka.

## Działalność publicystyczna
Był autorem wielu publikacji naukowych i popularnonaukowych – przeszło 300 tekstów. W jego zainteresowaniach pozostawała szczególnie historia medycyny. Spisał biogramy wielu lekarzy, felczerów i aptekarzy działających na terenie Włocławka i szerzej Kujaw i ziemi dobrzyńskiej. Dołożył też swój wkład w takich dziełach jak Polski Słownik Biograficzny, Włocławski Słownik Biograficzny, czterotomowej pracy Józefa Boczarskiego pt. Dzieje Włocławka. Wiele lat pisywał do periodyku pt. Zapiski Kujawsko-Dobrzyńskie, Ziemia Kujawska. 
Jest autorem opracowania pt. Dzieje "Starego Szpitala" we Włocławku (1823-1997), wydanego w 2008 roku. Był jednym z autorów publikacji pt. Byli wśród nas. Żydzi we Włocławku oraz na Kujawach Wschodnich i w ziemi dobrzyńskiej z 2001 roku.

## Odznaczenia i nagrody
Jako lekarz i działacz społeczny został odznaczony m.in. medalem i odznaką za zasługi dla rozwoju miasta Włocławka (dwukrotnie); złotą odznaką Zasłużony dla Województwa Włocławskiego; srebrną odznaką Zasłużony dla Polskiego Towarzystwa Lekarskiego; medalem Komisji Edukacji Narodowej. W 1972 roku za uratowanie 9 poparzonych z wypadku w Kujawskiej Fabryce Farb i Lakierów otrzymał Złoty Krzyż Zasługi. W 2008 roku od Izby Lekarskiej w Toruniu otrzymał tytuł Pro Gloria Medici.

## Życie prywatne
Będąc jeszcze studentem, poślubił w 1953 roku pochodzącą z Włocławka Hannę Nawrocką.
Jego wujem od strony rodziny Rejmanowskich był Leopold Jan Ciechurski, syn Ignacego Ciechurskiego, założyciel fabryki manometrów we Włocławku (dzisiejszej Wika Polska). Tadeusz Rejmanowski był autorem biogramu Ignacego Ciechurskiego zawartego we Włocławskim Słowniku Biograficzny. Wspomina w nim, że w dzieciństwie bardzo lubił przebywać w fabryce stryjostwa.